# 坎波罗通多-埃特内奥
坎波罗通多-埃特内奥（義大利語：Camporotondo Etneo），是意大利西西里大区卡塔尼亞廣域市的一个市镇。总面积6.4平方公里，人口4266人，人口密度666.6人/平方公里（2009年）。ISTAT代码为087012。